# Iouri Saprykine
 (décembre 2014).
Iouri Saprykine (en russe : Юрий Сапрыкин), né le 7 février 1973 à Novomoskovsk, est un journaliste, critique musical et animateur de radio russe. Depuis le mois d'avril 2003, il occupe le poste de rédacteur en chef du magazine Afisha et dirige le groupe Afisha-Rambler.

## Biographie
Après des études à la faculté de philosophie de l'Université d'État de Moscou, Iouri Saprykine devient en 1998 directeur des programmes de la station Avtoradio (ru) avant de devenir en 1999 présentateur sur Nashe Radio.
À partir de 2000, il rejoint le magazine Afisha dont il devient le rédacteur en chef en 2003. 
Entre mars et août 2011, Iouri Saprykine dirige le site internet d'information Slon.ru, qui édite des commentaires et des blogs sur l'actualité économique russe. Commentant son départ du magazine Afisha, Sparykine dit que "le directeur d’Afisha, Ilya Tsintsiper, m’a dit un jour : tu vas arriver à l’âge où tu n’as plus le flair, plus l’intérêt pour tout ce qui est à la mode, ce qui est nouveau. Et, quelques mois plus tard, j’ai eu l’impression de tourner en rond, j’ai vu en fait que j’allais déranger la nouvelle équipe de gens beaucoup plus jeunes qui était arrivée."
Il revient au magazine Afisha fin 2011, étant de plus nommé directeur du groupe Afisha-Rambler.

## Opinions
En mai 2012, dans la foulée du mouvement d'opposition russe Occupy Abay, Iouri Saprykine a publié dans son magazine une liste de recommandations sur le ton de l'humour pour « sauver la Russie ». 
Il y déclare notamment que « les infrastructures russes sont abîmées et c’est avec difficulté qu’elles tiennent encore debout : les avions s’écrasent, les machines se cassent et les tuyaux fuient. Il faut en finir avec ces projets pharaoniques comme les Jeux olympiques ou la construction d’un pont à Vladivostok afin de se concentrer sur la rénovation de qui existe déjà : les usines, les routes, les jardins d’enfants, les parcs, les centrales électriques… Puisque l’État ne s’y intéresse pas, il est priomordial de mobiliser les entreprises privées et les citoyens. »
Il affirme également que « le problème en Russie n’est pas le manque de « culture » mais le manque de connaissances en matière sociale de la population comparativement aux pays européens. Ainsi, les Russes ont perdu l’habitude de s’intéresser au pourquoi et au comment des choses. De plus, la barrière de la langue entrave la bonne compréhension du reste du monde, qu’ils considèrent soit comme ennemi, soit comme idiot. Quant à leurs problèmes personnels, ils ne sont pas capables de les résoudre (sans même parler de comprendre un tant soit peu un programme politique). Il est alors indispensable d’augmenter le nombre de cours de littérature, de langue et d’histoire à l’école, d’introduire dans les programmes la logique et la rhétorique, de réorganiser l’enseignement supérieur sur la base d’une formation en sciences sociales, d’imposer l’enseignement général de l’anglais et d’autres langues étrangères, et de mettre en place un examen obligatoire en sciences sociales pour les fonctionnaires. »
Concernant le mouvement d'opposition, il déclare : « la Russie se prépare à une période difficile, son pouvoir actuel ne sert pas ce pays mais le considère comme un entrepôt de ressources utilisé pour l’enrichissement personnel d’une partie assez infime de gens. Ce que l’autre partie, inconsciemment peut-être, ressent de façon aigüe. Le grand danger c’est que la société est séparée, les ascenseurs ne fonctionnent plus, la frontière entre les deux groupes est de plus en plus impénétrable. Le passage entre ces groupes était possible du temps de l’URSS avec à la clé une récompense de l’État et il pouvait se faire en une semaine dans les années 1990. Mais aujourd’hui, on sent la pression sur les murs et cette pression entraînera une explosion. Il y a un sentiment d’injustice qui subsiste depuis les années 1990, le sentiment qu’un petit groupe de gens dirige le pays, ce qui crée de nombreux champs de tension à l’intérieur de la société, tensions que l’on voit apparaître sur internet ou dans les groupes radicaux. »
Sur le fonctionnement de la Russie : « [En Russie] tout se passe lentement et de manière incohérente, c’est le charme de la vie en Russie et ça va être toujours comme ça. L’âme russe doit respirer et se développer, un régime nationaliste n’est pas bon pour elle, un être qui vit en Russie doit avoir la possibilité d’observer et de ne pas être pressé et seulement ainsi il peut se réconcilier avec l’injustice qui l’entoure. C’est cet état qui permet les grandes envolées qui se produisent parfois en Russie. »